# 아조프시바시 국립자연공원

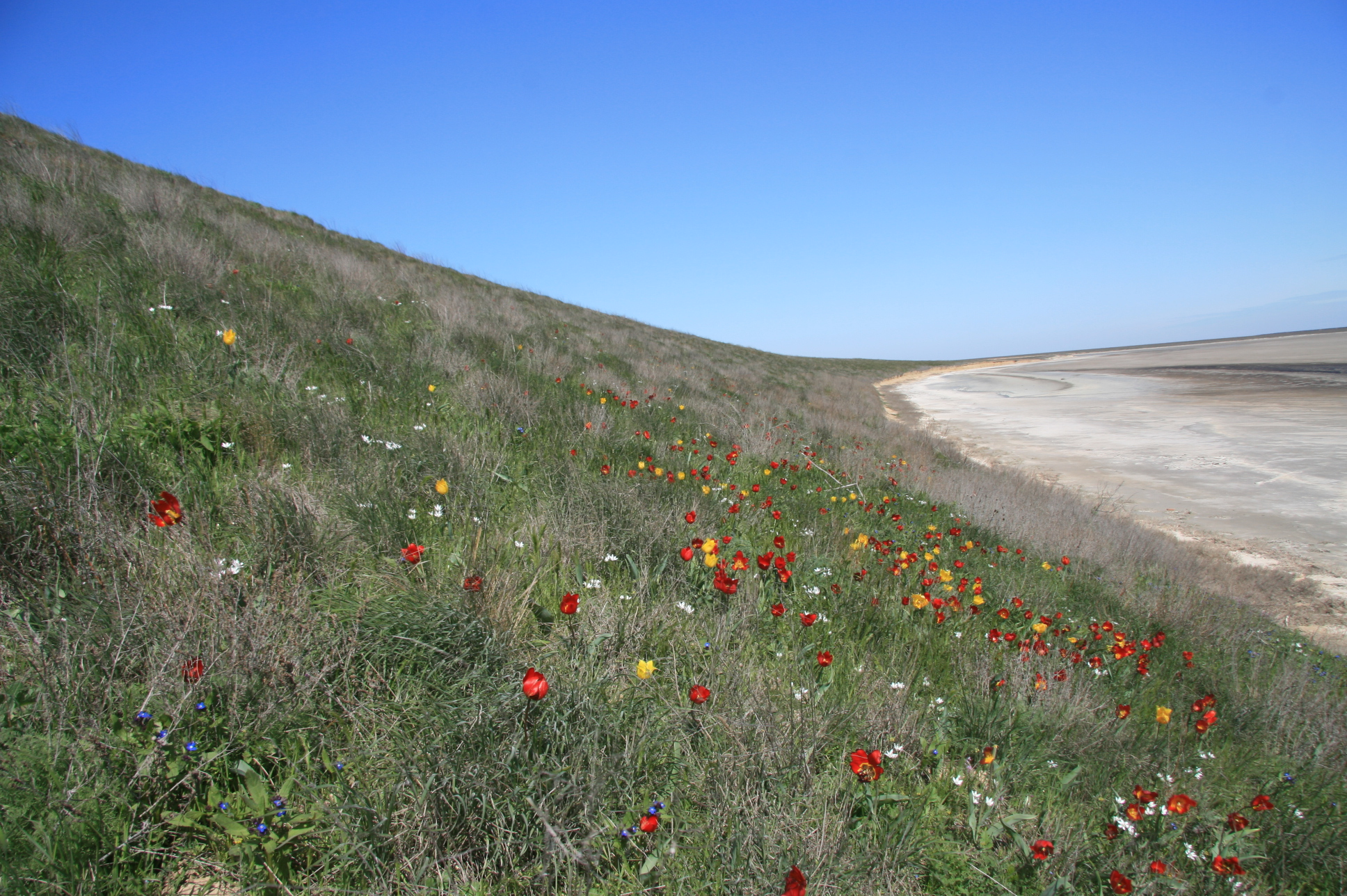

아조프시바시 국립자연공원(Azov–Syvash National Nature Park, 우크라이나어: Азово-Сиваський національний природний парк, 로마자 표기: Azovo-Syvas'kyy natsional'nyy pryrodnyy park)은 우크라이나의 국립공원으로 아조프해 북서쪽 바이류치 섬에 위치해 있다. 이 공원은 아조프 북서부의 독특한 해안 환경을 보호하기 위해 만들어졌다. 매년 백만 마리 이상의 새가 방문하는 철새 이동 경로의 정거장으로서 특히 중요하다. 헤르손주의 헤니체스크 라이온(Henichesk Raion)에 위치하고 있다. 이 공원은 1993년 2월 25일에 조성되었으며 면적은 52,582.7헥타르(203.023평방마일)이다.